# Tampojung Tenggina
Tampojung Tenggina is een bestuurslaag in het regentschap Pamekasan van de provincie Oost-Java, Indonesië. Tampojung Tenggina telt 2620 inwoners (volkstelling 2010).